# Деобальд, Павел Александрович
Павел Александрович Деобальд (25 июня 1990, Москва, Россия) — российский футболист, полузащитник.

## Карьера
Начал заниматься футболом в ДЮСШ «Смена». В 2008 году начал выступать за молодёжную команду московского «Локомотива». На профессиональном уровне дебютировал 5 июня 2010 года в составе «Локомотива-2», выйдя на замену на 77-й минуте матча. В 2011 году выступал в другом клубе ПФЛ «Истра», однако позже вернулся в «Локомотив-2». В 2013—2015 годах выступал в ФНЛ за ярославский «Шинник», в составе которого провёл 68 матчей и забил 10 голов. Сезон 2015/2016 начал уже в тульском «Арсенале», однако вторую часть сезона провёл в аренде «Торпедо» Армавир. В июле 2016 года подписал контракт с саранской «Мордовией». После вылета «Мордовии» из ФНЛ перешёл в «Томь».
В 2009 году представлял Россию на Маккабиаде.
Также выступает в медиафутболе. Играл за «Дружину», в конце мая 2023 года перешёл в Fight Nights.

## Достижения
- Обладатель Кубка Армении (1): 2019/20.
- Обладатель Суперкубка Армении (1): 2020.